# Éric Abidal
Éric Sylvain Bilal Abidal (Saint-Genis-Laval, Ródano-Alpes, 11 de septiembre de 1979) es un exfutbolista francés que jugaba en la posición de defensa central, aunque podía adaptarse al puesto de lateral izquierdo. Su último equipo profesional fue el Olympiacos. Fue Director Deportivo del Fútbol Club Barcelona desde el año 2018 hasta el año 2021.

## Trayectoria

### Mónaco
Debutó en el año 2000 en las filas del Mónaco, con el que disputó 22 partidos ligueros a lo largo de dos temporadas. Una vez terminadas, fue traspasado al Lille. Abidal también permanecería dos años en el club, aunque en esta ocasión disputó 62 encuentros ligueros.

### Olympique de Lyon
Su rendimiento llamó la atención del Olympique de Lyon, que decidió ficharlo en 2004.
Participó más tarde en Copa Mundial de Fútbol de 2006 disputada en Alemania, en la que la prensa hizo especial hincapié en que la mayor parte de los jugadores que integraban el combinado de Raymond Domenech procedían ya sea de las antiguas colonias de Francia o territorios franceses de ultramar. Entre ellos estaba Abidal, puesto que sus padres nacieron en Martinica.
El 17 de enero de 2007 marca el primer gol de su carrera. Fue en la victoria por 1-0 del Lyon frente al Le Mans en la semifinal de la Copa de la Liga de Francia.

### Barcelona

#### Comienzos azulgranas
Finalmente y tras disputar 107 encuentros con el equipo lionés y ganar 3 años consecutivos la Ligue 1, el 28 de junio de 2007 ficha por el club español Barcelona tras llegar a un acuerdo por 14 millones de euros, y fue presentado con el dorsal 22. Éric debutó con el club azulgrana durante la pretemporada realizada en Escocia y Asia. Fue nombrado mejor lateral izquierdo de Europa en el año 2007 al ser incluido en el equipo ideal de la FIFA.
En la temporada 2008/2009, el club catalán realizó la temporada perfecta, conquistando todos los títulos disputados: Liga Española, Copa del Rey, Supercopa de España, Liga de Campeones, Supercopa de Europa, y Mundial de Clubes.
La siguiente temporada el francés comenzó de titular en el lateral zurdo, pero una lesión hizo que se perdiera parte de la temporada, ocupando su lugar el brasileño Maxwell. Volvió en el último partido de liga, contra el Real Valladolid, partido en el que el Barcelona ganó la Liga BBVA. Ese día, Éric hizo un gran partido.
La temporada 2010/2011 empieza ganando la Supercopa de España, y alterna el lateral zurdo con el puesto de central zurdo, puesto ocupado en los últimos años en la selección francesa pero nunca antes en el Barcelona. El 5 de enero marca su primer gol con la camiseta azulgrana en un partido de Copa del Rey contra el Athletic, gol que le da el pase a su equipo a cuartos de final.

#### Superación del cáncer
El 28 de mayo de 2011 consiguió ganar con su equipo la Liga de Campeones de la UEFA disputando los 90 minutos, además pudo levantar el trofeo como capitán honorífico con el brazalete que le cedió Carles Puyol en gesto de generosidad con el francés que había superado en tiempo récord un tumor en el hígado. Esa misma temporada, tiempo atrás consiguió ganar la Liga BBVA.
El 16 de enero de 2012, Abidal renueva su contrato con el Barça. Dos días después, en el partido de cuartos de final de la Copa del Rey 2011-12 que enfrentó al Barcelona con el Real Madrid, Éric anotó el gol de la victoria a los azulgranas en el minuto 77, colocando el marcador en el definitivo 1-2; y anotando su segundo gol en el club catalán y el cuarto en toda su carrera.
El día 6 de abril de 2013, tras recibir el alta médica, vuelve a los terrenos de juego después de 402 días en un partido de liga frente al Mallorca, en donde el Camp Nou completo lo aplaudió de pie. Un mes más tarde el club celebraría otra vez al ganar la 22.ª Liga de su historia a falta de 3 partidos.

#### Adiós al club
Abidal anunció el día 30 de mayo de 2013 su salida del club azulgrana en compañía de Andoni Zubizarreta, el presidente de la entidad, Sandro Rosell y rodeado por sus compañeros y cuerpo técnico. El jugador confirmó que existen diferencias con el club respecto a su posibilidad de volver a jugar al máximo nivel y confirmó también que tiene una oferta para mantenerse al frente de las escuelas de fútbol del Barça en todo el mundo.
Su último partido vistiendo la azulgrana se realizó el 1 de junio en la victoria por Liga frente al Málaga con resultado 4-1, al cual ingreso en el minuto 75' por Gerard Piqué, tras el encuentro y frente a cientos de aficionados que no paraban de aplaudir, los jugadores junto al cuerpo técnico le realizaron un emotivo homenaje. Tras esto Abidal expresó: "En nombre de mi familia os quiero dar las gracias por todo el apoyo que hemos tenido en estos seis años. Hemos vivido unos seis años espectaculares. Muchas gracias, sois parte de nuestra familia". Después agradeció a todos y acabó su discurso con estas palabras: "Os llevaré siempre en mi corazón. Sois los mejores del mundo. Visca el Barça y visca Catalunya". Luego le llevaron una camiseta enmarcada con su dorsal que decía: "Merci Abi". Dani Alves, el lateral derecho del Barcelona, le hizo un homenaje jugando con el dorsal 22 la siguiente temporada, número que llevó Abidal hasta que se fue.

### Mónaco
El 8 de julio de 2013, fichó por el Mónaco por una temporada, más otra opcional si el club lo requiere. Fue subcampeón de la Ligue 1 2013/14 con el equipo del principado.

### Olympiacos
Aunque el 4 de julio de 2014, el club monegasco había anunciado la continuidad de Abidal por una temporada más, el futbolista decidió firmar por el Olympiacos.
El 19 de diciembre de 2014, Abidal anunció su retirada como futbolista.

## Selección nacional
Debutó con la selección de fútbol de Francia el 18 de agosto de 2004, y desde entonces ha jugado 67 partidos internacionales. Abidal jugó su último partido el 15 de noviembre de 2013 ante Ucrania, en el partido de ida de la repesca para la clasificación al Mundial de Brasil 2014, donde Francia perdió 2-0, y Abidal jugó los 90 minutos. En el partido de vuelta, Abidal no jugó y Francia remontó el global, ganando 3-0, clasificando a Brasil 2014, sin embargo Abidal después de aquel partido no volvió a ser convocado, porque fue reemplazado por Mamadou Sakho y Laurent Koscielny; y posteriormente por Samuel Umtiti.  En el año del Mundial, Abidal se retiró.

### Participaciones en Copas del Mundo
| Mundial                        | Sede      | Resultado    |
| ------------------------------ | --------- | ------------ |
| Copa Mundial de Fútbol de 2006 | Alemania  | Subcampeón   |
| Copa Mundial de Fútbol de 2010 | Sudáfrica | Primera fase |

### Participaciones en Eurocopas
| Copa          | Sede            | Resultado    |
| ------------- | --------------- | ------------ |
| Eurocopa 2008 | Austria y Suiza | Primera fase |

## Estadísticas
- Actualizado hasta el 17 de diciembre de 2014.

| Club                      | Temporada           | Liga | Liga | Copas Nacionales * | Copas Nacionales * | Copas internacionales ** | Copas internacionales ** | Total | Total |
| Club                      | Temporada           | PJ   | G    | PJ                 | G                  | PJ                       | G                        | PJ    | G     |
| ------------------------- | ------------------- | ---- | ---- | ------------------ | ------------------ | ------------------------ | ------------------------ | ----- | ----- |
| Mónaco                    | 2000-01             | 8    | 0    | 0                  | 0                  | 1                        | 0                        | 9     | 0     |
| Mónaco                    | 2001-02             | 14   | 0    | 3                  | 0                  | 0                        | 0                        | 17    | 0     |
| Mónaco                    | Total               | 22   | 0    | 3                  | 0                  | 1                        | 0                        | 26    | 0     |
| Lille Francia             | 2002-03             | 27   | 0    | 3                  | 0                  | 0                        | 0                        | 30    | 0     |
| Lille Francia             | 2003-04             | 35   | 0    | 3                  | 1                  | 0                        | 0                        | 38    | 1     |
| Lille Francia             | Total               | 62   | 0    | 6                  | 1                  | 0                        | 0                        | 68    | 1     |
| Olympique de Lyon Francia | 2004-05             | 29   | 0    | 5                  | 1                  | 7                        | 0                        | 41    | 1     |
| Olympique de Lyon Francia | 2005-06             | 14   | 0    | 2                  | 0                  | 6                        | 0                        | 22    | 0     |
| Olympique de Lyon Francia | 2006-07             | 33   | 0    | 4                  | 1                  | 7                        | 0                        | 44    | 1     |
| Olympique de Lyon Francia | Total               | 76   | 0    | 11                 | 2                  | 20                       | 0                        | 107   | 2     |
| Barcelona · España        | 2007-08             | 30   | 0    | 6                  | 0                  | 10                       | 0                        | 46    | 0     |
| Barcelona · España        | 2008-09             | 25   | 0    | 2                  | 0                  | 5                        | 0                        | 32    | 0     |
| Barcelona · España        | 2009-10             | 17   | 0    | 4                  | 0                  | 10                       | 0                        | 31    | 0     |
| Barcelona · España        | 2010-11             | 26   | 0    | 7                  | 1                  | 8                        | 0                        | 41    | 1     |
| Barcelona · España        | 2011-12             | 22   | 0    | 7                  | 1                  | 9                        | 0                        | 38    | 1     |
| Barcelona · España        | 2012-13             | 5    | 0    | 0                  | 0                  | 0                        | 0                        | 5     | 0     |
| Barcelona · España        | Total               | 125  | 0    | 26                 | 2                  | 42                       | 0                        | 193   | 2     |
| Mónaco                    | 2013-14             | 26   | 0    | 3                  | 0                  | 0                        | 0                        | 29    | 0     |
| Mónaco                    | Total               | 26   | 0    | 3                  | 0                  | 0                        | 0                        | 29    | 0     |
| Olympiacos · Grecia       | 2014-15             | 9    | 0    | 0                  | 0                  | 6                        | 0                        | 15    | 0     |
| Olympiacos · Grecia       | Total               | 9    | 0    | 0                  | 0                  | 6                        | 0                        | 15    | 0     |
| Total en su carrera       | Total en su carrera | 320  | 0    | 49                 | 5                  | 69                       | 0                        | 438   | 5     |

- Fuente: Transfermarkt, BDFutbol, Soccerway.

- (*) Copa de Francia, Copa de la Liga de Francia, Supercopa de Francia, Copa del Rey, Supercopa de España y Copa de Grecia.
- (**) Liga de Campeones de la UEFA, Copa Intertoto, Supercopa de Europa y Mundial de Clubes.

## Palmarés

### Campeonatos nacionales
| Título                     | Club              | País    | Año     |
| -------------------------- | ----------------- | ------- | ------- |
| Supercopa de Francia       | Olympique de Lyon | Francia | 2004    |
| Ligue 1                    | Olympique de Lyon | Francia | 2004-05 |
| Supercopa de Francia       | Olympique de Lyon | Francia | 2005    |
| Ligue 1                    | Olympique de Lyon | Francia | 2005-06 |
| Supercopa de Francia       | Olympique de Lyon | Francia | 2006    |
| Ligue 1                    | Olympique de Lyon | Francia | 2006-07 |
| Copa del Rey               | F. C. Barcelona   | España  | 2008-09 |
| Primera División de España | F. C. Barcelona   | España  | 2008-09 |
| Supercopa de España        | F. C. Barcelona   | España  | 2009    |
| Primera División de España | F. C. Barcelona   | España  | 2009-10 |
| Supercopa de España        | F. C. Barcelona   | España  | 2010    |
| Primera División de España | F. C. Barcelona   | España  | 2010-11 |
| Supercopa de España        | F. C. Barcelona   | España  | 2011    |
| Copa del Rey               | F. C. Barcelona   | España  | 2011-12 |
| Supercopa de España        | F. C. Barcelona   | España  | 2012    |
| Primera División de España | F. C. Barcelona   | España  | 2012-13 |
| Super Liga de Grecia       | Olympiacos F. C.  | Grecia  | 2014-15 |

### Copas internacionales
| Título                 | Club            | Sede            | Año     |
| ---------------------- | --------------- | --------------- | ------- |
| UEFA Champions League  | F. C. Barcelona | Roma            | 2008-09 |
| Supercopa de Europa    | F. C. Barcelona | Mónaco          | 2009    |
| Copa Mundial de Clubes | F. C. Barcelona | Emiratos Árabes | 2009    |
| UEFA Champions League  | F. C. Barcelona | Londres         | 2010-11 |
| Supercopa de Europa    | F. C. Barcelona | Mónaco          | 2011    |
| Copa Mundial de Clubes | F. C. Barcelona | Japón           | 2011    |

### Distinciones individuales
Equipo del año de la Ligue 1: 2005, 2006, 2007
Equipo del año de la UEFA: 2007
Defensor del año de LaLiga: 2011
Jugador de la Temporada FC Barcelona (Trofeo Aldo Rovira): 2011
Premios Globe Soccer: Premio a la carrera del jugador 2012
Premio internacional Giacinto Facchetti: 2013

## Vida personal
Abidal creció en una familia católica y se convirtió al islam a los veinte años.
Está casado con Hayet Kebir, una francesa de origen argelino. Tienen cuatro hijas. Es un experto en decoración y bricolaje, además es uno de los dueños de un restaurante de alta cocina francesa de Lyon.
El 15 de marzo de 2011, el F. C. Barcelona anuncia en un comunicado que a Abidal se le había detectado un tumor en el hígado, perdiéndose posiblemente el resto de la temporada. El 2 de mayo, el club anuncia su vuelta a una convocatoria, para el partido de vuelta de la semifinal de la Liga de Campeones ante el Real Madrid, encuentro en el que disputó unos minutos, siendo ovacionado por la afición barcelonista en su salida al campo y manteado por sus compañeros al acabar el partido.
Posteriormente, regaló un reloj a un niño que también había sido operado de un tumor.
El 15 de marzo de 2012, justo un año después de la detección del tumor y tras ser intervenido posteriormente, según informaba el Barcelona en un comunicado, Éric Abidal sería sometido a un trasplante de hígado, al que su primo le donó parte de su hígado para poder tener un órgano compatible. La operación se realizó el 10 de abril de 2012, con una duración de 14 horas, la cual transcurrió con normalidad.